# Гнайс
Гнайсът (на немски: Gneis) е широко разпространена шистоидна метаморфна скала, богата на фелдшпат и в по-малко количества кварц, биотит, мусковит, амфибол, пироксенит, гранат, силиманит и др.
Образуването на гнайса е свързано с процесите на дълбокия метаморфизъм на разнообразни скали, понякога и за сметка на лекопластичен гранитен материал. Признаци на гнайс могат да придобият и някои гранити в резултат от втечняването на материалите. Гнайсът се поделя на ортогнайс и парагнайс. Първият се образува за сметка на вулканични скали, а вторият – на седиментни скали. Шистоидността (слоистост, ивичестост) на гнайса има различен характер. В един от случаите тя се явява остатък от първичната слоистост на седиментните скали, а в друг – от слоистото внедряване на вулканичен материал (виж мигматит). Освен това, слоистостта може да бъде вследствие от бързото придвижване на разтопения материал в процеса на метаморфизъм. Гнайсът е много широко разпространен, особена в скалите с докамбрийска възраст. В геосинклиналните (нагънати) области някои видове гнайс могат да се образуват по пътя на изменението на много по-млади скали, под влиянието на голямо налягане, развиващо се в процеса на нагъването. Гнайсът се използва за производство на чакъл, тротоарни плочи или в качеството си на облицовъчни материали. У нас гнайсът е най-разпространен в Родопите, Рила, Пирин и Сакар.